# Palacio de Herberstein
El palacio de Herberstein es un fortín ubicado en Estiria, Austria.

## Historia
Las partes más antiguas de edificio están cerca de un zoológico que proviene del siglo XII. El primer castillo pequeño llamado Herwigstein (del nombre de Herwig de Krottendorf) llegó a ser un feudo de la familia Stubenberg. Otto von Hartenberg pudo liberar el castillo por un pago a los Stubenbergs y es considerado como el antepasado del palacio de Herberstein desde entonces.
En 1400 el castillo fue rodeado por una enorme muralla exterior, que incluía previamente la capilla gótica de Santa Catalina. La muralla fue ampliada en el siglo XV en varias ocasiones. A mediados de siglo XVI, el castillo fue transformado en un edificio de viviendas con elementos renacentistas y ensanchado para dar cabida a la numerosa prole. En el siglo XVII, se construyó la sala de banquetes y se remozó el profundo foso. En el siglo XVII, el 'Florentinerhof' fue construido según un modelo italiano, completándose a finales del siglo con la capilla de San Jorge, la casa de los jardineros y la del administrador ('Maierhof').
En los siglos XVII y XVIII, alrededor de una quinta parte de Estiria estaba en manos de los Condes de Herberstein. El castillo sigue siendo propiedad de dicha familia y sirve como un centro residencial y administrativo.
La entrada al castillo incluye visitas guiada, acceso a los jardines históricos, el zoológico y el Museo Gironcoli, que cuenta con obras de artistas contemporáneos y austriacos como Bruno Gironcoli.